# Forlæns og Baglæns
Forlæns og Baglæns var en del af børnetimeprogrammet Bamse & Kylling. Forlæns og Baglæns er et fantasidyr, med to hoveder.

## Handling
Bamse (Søren Hauch-Fausbøll) tager op til planeten "Joakim", hvor Arthur (Dag Hollerup), Forlæns (Bent 'Bibo' Jørgensen) og Baglæns (Brian Patterson) bor.
Bamse måtte ikke hoppe på planeten, så begyndte den at skælde ham ud og han måtte pænt sige undskyld.
| Fjernsyn | Spire Denne artikel om et tv-program er en spire som bør udbygges. Du er velkommen til at hjælpe Wikipedia ved at udvide den. |